# Bothkamper See
Der Bothkamper See ist ein See im Kreis Plön im deutschen Bundesland Schleswig-Holstein. Er liegt im Moränengebiet der Oberen Eider und ist Teil des Quellgebietes der Eider.

## Beschreibung
Der See liegt zwischen den Orten Bordesholm (Kreis Rendsburg-Eckernförde) und Preetz (Kreis Plön) im Wasser- und Bodenverbandes Bothkamper See (WBV Bothkamper See). Der Badestelle im Ort Kirchbarkau wird regelmäßig gute bzw. sehr gute Wasserqualität zugesprochen. Dennoch leidet der See in den Sommermonaten oft an der Algenblüte. Diese ist auf die schnelle Erwärmung durch die geringe Wassertiefe und dem Eintrag aus belasteten Vorflutern der umliegenden Landwirtschaft zurückzuführen.
Der Hochfelder See südlich von Kirchbarkau entwässert über einen Graben in den Bothkamper See.
Der Bothkamper See ist ein Freizeitsee in der gleichnamigen Gemeinde Bothkamp und liegt im östlichen Hügelland Schleswig-Holsteins. Die Landschaft gehört verwaltungsmäßig zum Kreis Plön mit den Gemeinden Klein Barkau, Kirchbarkau und Schillsdorf, an seiner äußersten westlichen Grenze angrenzend zum Kreis Rendsburg-Eckernförde mit den Gemeinden Bissee und Groß Buchwald. 